# Klettergebiet

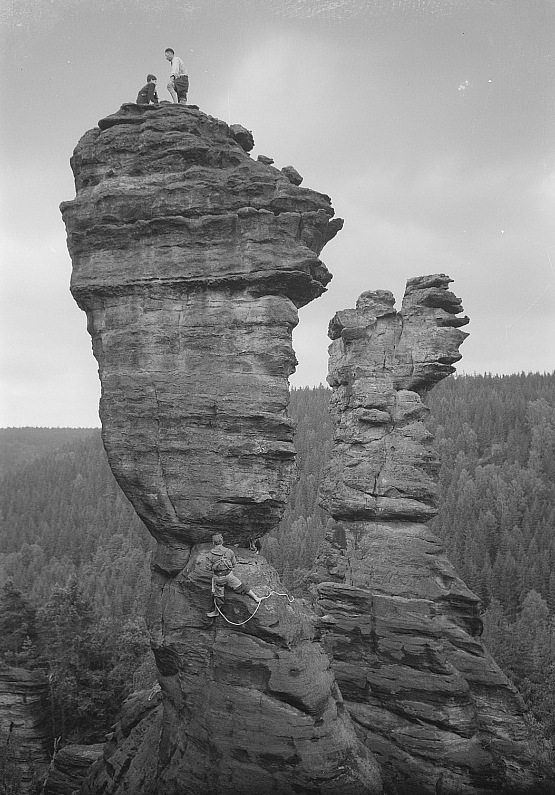
Das Klettergebiet Sächsische Schweiz zeichnet sich durch eine besonders eigenständige Kletterkultur (Erschließungsgeschichte, eigene Kletterregeln) aus

Unter einem Klettergebiet versteht man eine Region mit Möglichkeiten zur Ausübung des Klettersports. Neben der geografischen Nähe der Klettergelegenheiten werden zur Abgrenzung von Klettergebieten vor allem auch Charakteristika der klettertechnischen Anforderungen und der Erschließung verwendet.

## Abgrenzung
Klettergebiete sind häufig nicht eindeutig abgrenzbar, sodass in der Literatur verschiedene konkurrierende Systematiken nach unterschiedlichen Kriterien zu finden sind. Des Weiteren können Klettergebiete weiter in einzelne Subgruppen, Kletterfelsen, Klettergärten oder Sektoren hierarchisch unterteilt sein und sehr unterschiedliche Größe haben. Vielfach erfolgt die Festlegung und Gebietsabgrenzung einschließlich der Einteilung in Teilgebiete durch die jeweiligen Kletterführerautoren. In anderen Fällen findet man jedoch auch allgemein anerkannte Einteilungen, die etwa auch durch behördliche Vorschriften in Bezug auf den Umweltschutz festgeschrieben sein können. In Deutschland wird oft die Einteilung im Felsinformationssystem des Deutschen Alpenvereins verwendet.
Klettergebiete werden von meist ortsansässigen organisierten Gruppen gepflegt. Dazu gehört das Einrichten neuer und die Wartung und Sanierung alter Kletterrouten. Außerdem werden Kletterführer herausgegeben und aktualisiert.

## Geschichte
Eine Ursache der Entwicklung eigenständiger und voneinander abgrenzbarer Klettergebiete ist in den unterschiedlichen geologischen und naturgeografischen Gegebenheiten zu finden. Da beispielsweise verschiedene Felshöhen und verschiedene Gesteine wie etwa Kalk, Sandstein oder Granit unterschiedliche Klettertechniken und -stile sowie an die jeweiligen Umstände angepasste Sicherungstechniken erfordern, kam es schon im 19. Jahrhundert zu sehr eigenständigen Entwicklungen des Klettersports etwa im Elbsandsteingebirge, im Lake District oder im Wald von Fontainebleau. Die Isolation dieser weit voneinander entfernten Gebiete verfestigte das Entstehen eigenständiger Kletterkulturen mit spezifischen Bräuchen, Schwierigkeitsskalen und Techniken.
Im Zuge steigender Mobilität verlor die Entfernung als Kriterium an Bedeutung und es kam zu einem stärkeren Austausch der regionalen Eigenheiten. Die Auseinandersetzung verschiedener Kletterkulturen erfolgte dabei manchmal durchaus kontroversiell. So war etwa das in Frankreich populäre Sportklettern mit guter Absicherung durch Bohrhaken ebenso umstritten wie die Frage des technischen Kletterns, und einzelne Klettergebiete legten großen Wert auf eine bewusste Abgrenzung von anderen Gebieten mit einer konkurrierenden Kletterethik. Heute liegen Gebiete mit unterschiedlicher Charakteristik häufig knapp nebeneinander. Es gilt unter Kletterern als üblich, die jeweils herrschenden Gepflogenheiten zu respektieren.

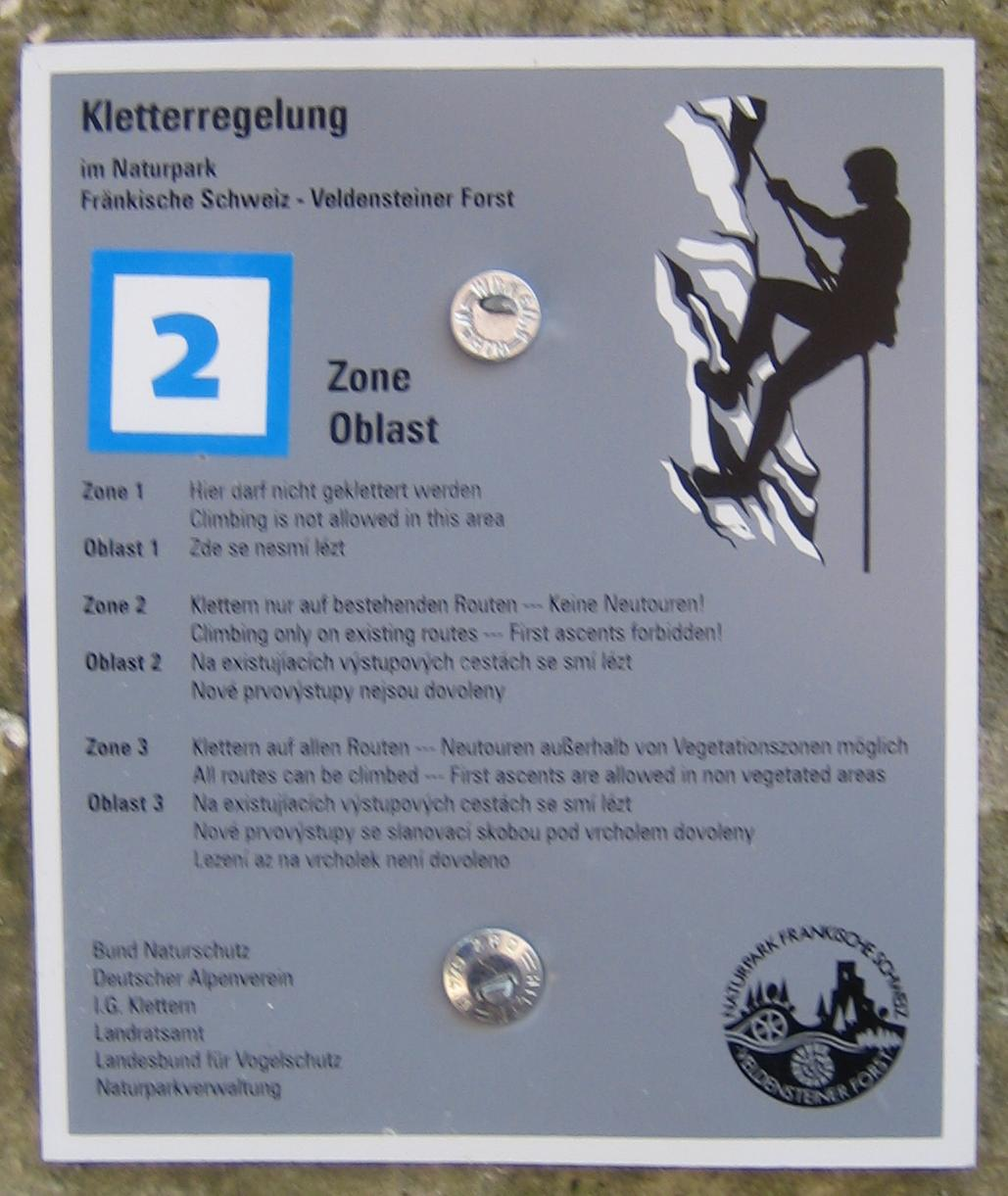
Zonenregelung im Klettergebiet Nördlicher Frankenjura

Heute sind die Belange des Naturschutzes ein wesentlicher Motor für eine einheitliche Erfassung, Zonierung, Erschließung und Reglementierung von Klettergebieten. Die Interessensgegensätze von Kletterern und Naturschützern, auch die Entwicklung von Regelungen zur Betreuung von Klettergebieten haben sich vor allem regionale Interessensgemeinschaften (IG Klettern) sowie einige Alpenvereine angenommen. Der Umgang mit dem Klettersport ist nicht einheitlich. Von kompletten, strittigen Felssperrungen hin zu einvernehmlichen Regelungen und zur Selbstreglementierung reicht die praktische Umsetzung Das österreichische Bundesland Tirol fördert mit dem Projekt Climbers Paradise den Klettersport in vielen Gebieten, während beispielsweise am Hohen Ifen in Vorarlberg das Klettern eingeschränkt ist.

## Einteilungskriterien
Klettergebiete unterscheiden sich hinsichtlich ihrer Eigenschaften nach:
- Gestein (Sandstein, Granit, Kalkstein etc.)
- Erschließungsgeschichte
- Kletterstil (Sportklettergebiet, Alpines Klettergebiet, Bouldergebiet)
- Charakter der Kletterei (Überhänge, Risse, Verschneidungen, Platten)
- Sicherungsmöglichkeiten der Routen: z. B. Bohrhaken oder Clean, Qualität und Abstände der Sicherungspunkte, Ernsthaftigkeit
- Länge der Routen (Boulder, kurze Sportkletterrouten, Mehrseillängenrouten)
- Schwierigkeit der Routen (Plaisiergebiet, Hardmovergebiet)
- Verwendete Schwierigkeitsskalen und Eigenheiten in der Bewertung in Kletterführern
- Regeln und Gebräuche: meist informelle Übereinkünfte, aber z. B. im Klettergebiet Sächsische Schweiz Aufnahme der Kletterregeln in behördliche Verordnung
- Infrastruktur  (Zugänglichkeit, Frequentierung, Beschränkungen, Kinderfreundlichkeit)

## Liste der Klettergebiete (Auswahl)

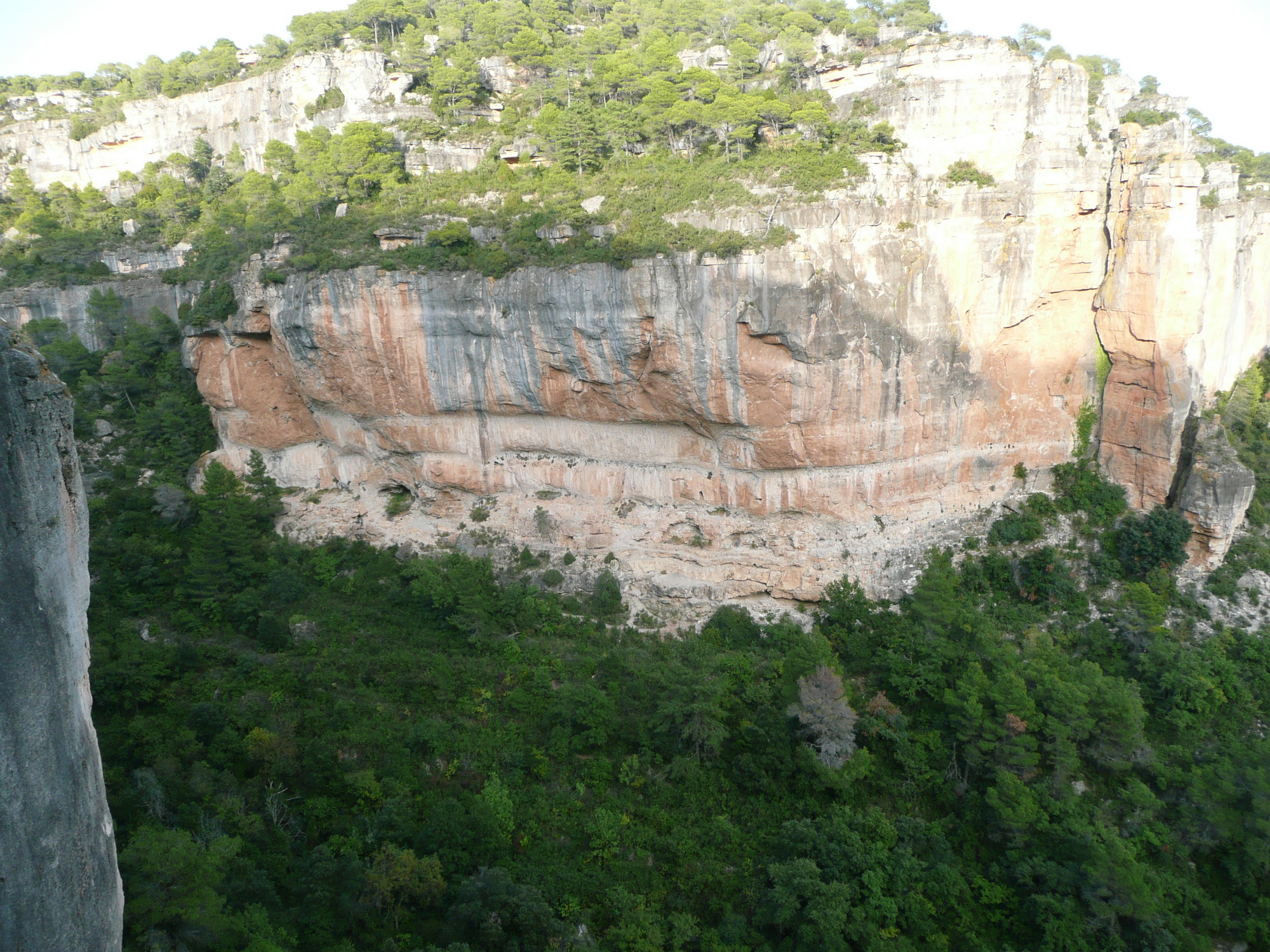
Klettergebiet Siurana, eines der heute bedeutendsten modernen Sportklettergebiete

### Deutschland
Wichtige Sportklettergebiete in Deutschland:
- Altmühltal
- Battert bei Baden-Baden
- Ettringen in der Vulkaneifel
- Harz
- Ith in Niedersachsen
- Klettergebiet Kochel
- Konstein
- Königshainer Berge bei Görlitz
- Klettergebiet Nördlicher Frankenjura
- Klettergebiet Sächsische Schweiz
- Die Schwäbische Alb mit den Gebieten
  - Ostalb, zwischen Aalen und Geislingen an der Steige
  - Lenninger Alb im Lenninger Tal, bei Kirchheim unter Teck
  - Uracher Alb im Ermstal bei Bad Urach
  - Oberes Donautal bei Sigmaringen
- Steinwald im Fichtelgebirge
- Klettergebiet Südpfalz
- Klettergebiet Zittauer Gebirge

### Schweiz
- Basler Jura
- Lehnfluh
- Ponte Brolla
- Saint Loup
- Handegg
- Avers (Magic Wood)
- Cresciano

### Österreich
- Peilstein, Wienerwald, Niederösterreich
- Flatzer Wand, Niederösterreich
- Schleierwasserfall, Going am Wilden Kaiser, Tirol
- Martinswand, Tirol
- Bürser Schlucht, Vorarlberg

### Übriges Europa
Wichtige Sportklettergebiete in Europa:
- Freÿr, Belgien
- Calanques, Frankreich
- Céüse, Frankreich
- Dentelles de Montmirail, Frankreich
- Fontainebleau, Frankreich
- Orpierre, Frankreich
- Klettergebiet Verdonschlucht, Frankreich
- Klettergebiet Buoux, Frankreich
- Klettergebiet Massone bei Arco, Italien
- Finale Ligure, Italien
- El Chorro, Spanien
- Siurana, Spanien
- Adersbach-Weckelsdorfer Felsenstadt, Tschechien
- Velebit, Kroatien
- Kalymnos, Griechenland
- Meteora, Griechenland

### Außereuropäische Gebiete
Wichtige außereuropäische Sportklettergebiete:
- Yosemite-Nationalpark (USA)
- Mount Arapiles (Australien)
- Red River Gorge (USA)
- Rocklands (Südafrika)
- Smith Rock State Park (USA)
- Squamish (Kanada)
- Krabi (Thailand), dort vor allem die Halbinsel Rai Leh.